# 와다촌 (지바현)
와다촌(和田村)은 지바현 인바군에 설치되었던 촌이다. 현재의 사쿠라시에 해당한다.

## 역사
- 1889년 4월 1일 - 정촌제 시행에 수반해 인바군 와다촌이 성립하였다.
- 1954년 3월 31일 - 사쿠라정, 우스이정, 시즈촌, 네고촌, 야토미촌과 합병해 사쿠라시가 되어 소멸하였다.

## 교통

### 철도
- 국철 (현JR동일본)
  - 소부 본선·나리타선